# Rialla
Rialla is een geslacht van libellen (Odonata) uit de familie van de glanslibellen (Corduliidae).

## Soorten
Rialla omvat 1 soort:
- Rialla villosa (Rambur, 1842)